# Lerné
Lerné település Franciaországban, Indre-et-Loire megyében. Lakosainak száma 347 fő (2022. január 1.). Lerné Couziers, Bournand, Saint-Germain-sur-Vienne, Seuilly, Thizay, Roiffé és Vézières községekkel határos.

## Népesség
A település népességének változása:
| Lakosok száma | 429  | 338  | 330  | 336  | 317  | 298  | 296  | 325  | 340  | 347  |
|               | 1968 | 1982 | 1990 | 2006 | 2013 | 2015 | 2017 | 2019 | 2020 | 2022 |